# B.C.Rich

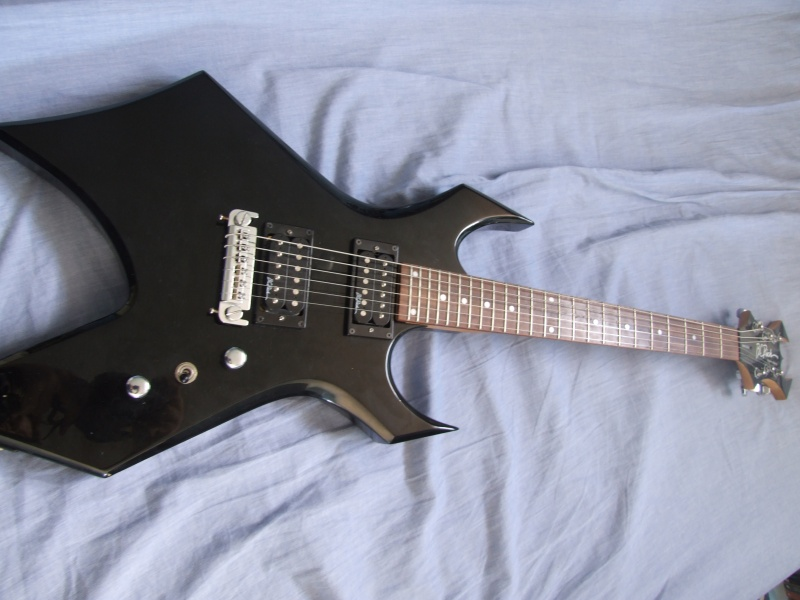
B.C. Rich dává svým kytarám neobvyklé tvary. Na snímku je model Warlock

B.C. Rich je výrobce elektrických sólových a basových kytar. Firmu založil v roce 1969 Bernardo Chavez Rico, hráč flamenka, který původně vyráběl akustické kytary určené právě pro tento druh hudby. Inspiroval se u firmy Gibson, konkrétně u modelů baskytary Gibson® EB-3 a kytary typu Les Paul®. Dochovalo se jen málo z těchto nástrojů, a dokonce existuje názor, že mnoho z nich nebylo vůbec dokončeno.
První slibné období začalo okolo roku 1972, kdy byla v Bernardově dílně vytvořena první kytara s originálním designem nazvaná „Seagull“ (racek). Tento tvar byl na tehdejší dobu velice výrazný a inovativní. Její průběžný krk (dnes typický pro B.C.Rich) ztělesňoval velmi neobvyklý přístup k výrobě kytar. Bernardo zvaný Bernie brzy najal několik talentovaných designérů, aby vytvářeli nápady pro velmi zručné Bernieho dělníky. Mnoho z tvarů vymyšlených při této expanzi se stalo ikonami dnešních elektrických kytar. Okolo roku 1976 přišel „Mockingbird“ (drozd), poté, dalším vývojem Seagulla, vznikl „Eagle“ (orel) a asi v roce 1978 se objevil tvar „Bitch“ (děvka).
Někteří z nejvíce ctěných kytaristů té doby si okamžitě oblíbili nový směr udávaný firmou B.C.Rich. S rozrůstajícím se úspěchem přišla potřeba vyrábět levnější kytary ve velkém. Okolo roku 1978 vytvořil Bernie oficiální značku B.C.Rico. Tento první pokus se zdál úspěšný do té doby, než firma Reed Rico podala žalobu pro neoprávněné užívání jména. Bez ohledu na výsledek sporu bylo rozhodnuto o použití značky B.C.Rich. Na území Spojených států se objevila jen hrstka, možná stovka, nástrojů pod značkou B.C.Rico.
Na začátku osmdesátých let byl vynalezen, dosud asi nejznámější tvar „Warlock“ (čaroděj). Warlock, jako zdaleka ne poslední vynalezený tvar, uzavřel první pětku provokativních, nekompromisních a do té doby nevídaných tvarů kytar B.C.Rich.